# Tabatha Coffey
Pour les articles homonymes, voir Tabatha (homonymie) et Coffey.
Tabatha Coffey, née le 17 mai 1969 à Gold Coast dans le Queensland, est une productrice, styliste et animatrice de télévision australienne.

## Biographie

### Vie privée
Tabatha Coffey est ouvertement lesbienne. Elle vit en couple avec sa compagne dans la ville de Ridgewood, dans le New Jersey,.

## Émissions de télévision
- Top coiffure (Shear Genius )
- SOS Tabatha (Tabatha Takes Over)
- Relative Success with Tabatha (en)